# Cippo di confine

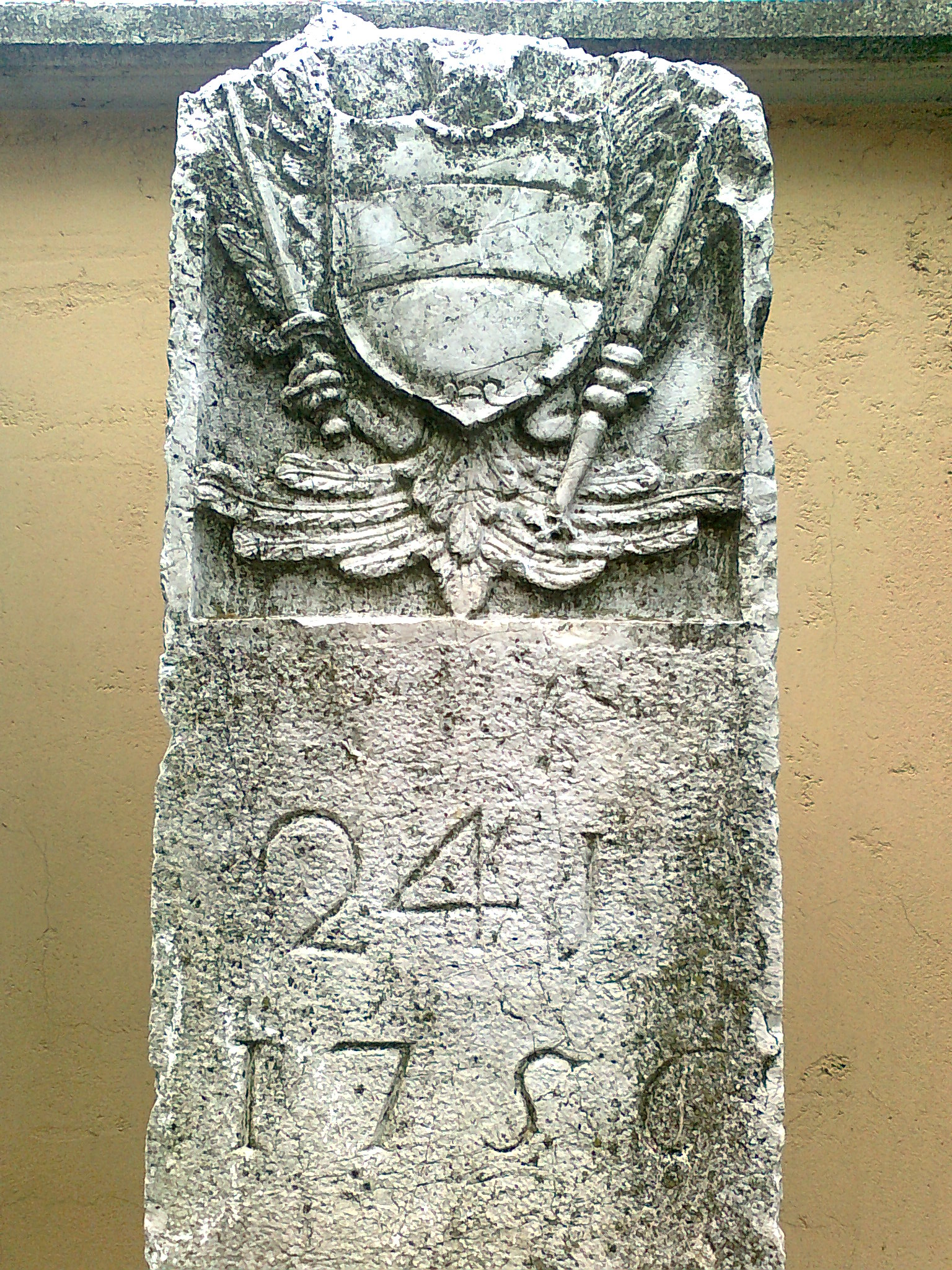
Casalpoglio, frazione di Castel Goffredo, cippo confinario austriaco datato 1756.

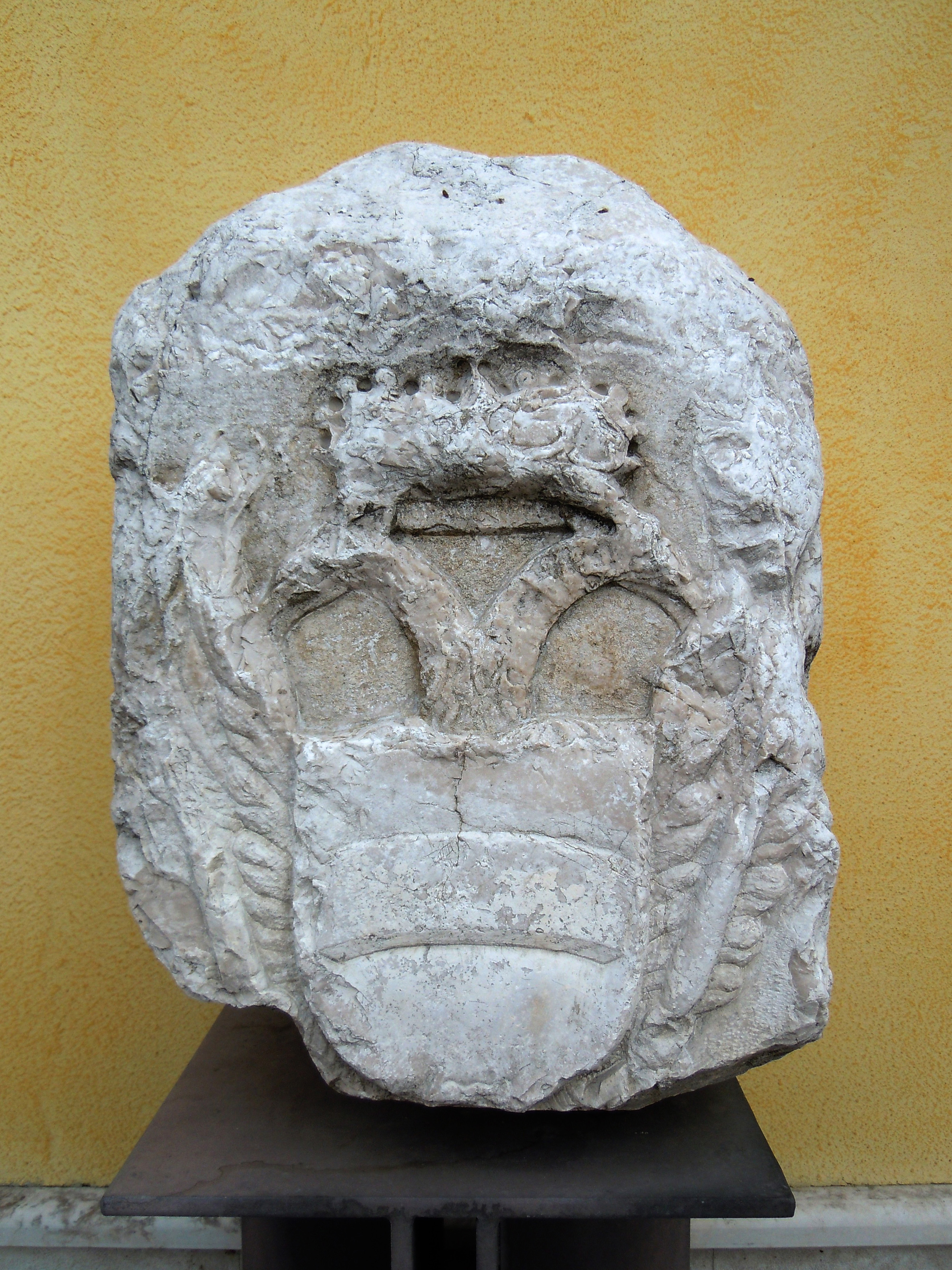
Castel Goffredo, frammento di cippo confinario austriaco del 1756 delimitante la Repubblica di Venezia e l'Impero d'Austria

Con cippo di confine si intende un segnale che indica il confine tra due stati.

## Caratteristiche
Normalmente il cippo è realizzato con pietre o pali; i cippi indicanti gli armoriali di due paesi limitrofi recano incisioni su rocce inamovibili. Oltre all'armoriale in genere riportano anche l'anno di collocazione del cippo e il suo numero d'ordine. Al di sopra del cippo a volte un solco indica il tracciato del confine. Al di sotto del cippo invece vengono spesso interrati testimoni di confine (ad esempio cocci marcati con appositi segni) con la funzione di verifica della collocazione originaria del cippo nel caso di una sua rimozione.

## Storia
I cippi terminali sorsero in età romana come confini tra proprietà e "furono rivestiti di valore sacrale. In tal senso vanno considerati i Terminalia, le feste che si celebravano il 23 febbraio dedicate al dio Terminus"; a loro tutela il diritto romano predisponeva un'apposita formula di giudizio, l'actio finium regundorum.
I cippi in epoca moderna cominciarono a diffondersi, come segni di confini tra Stati, a partire dal XV secolo; in ambito urbano, comunque, i cippi continuarono ad esercitare un ruolo di confine amministrativo per tutta l'età successiva.